# Писательская терапия

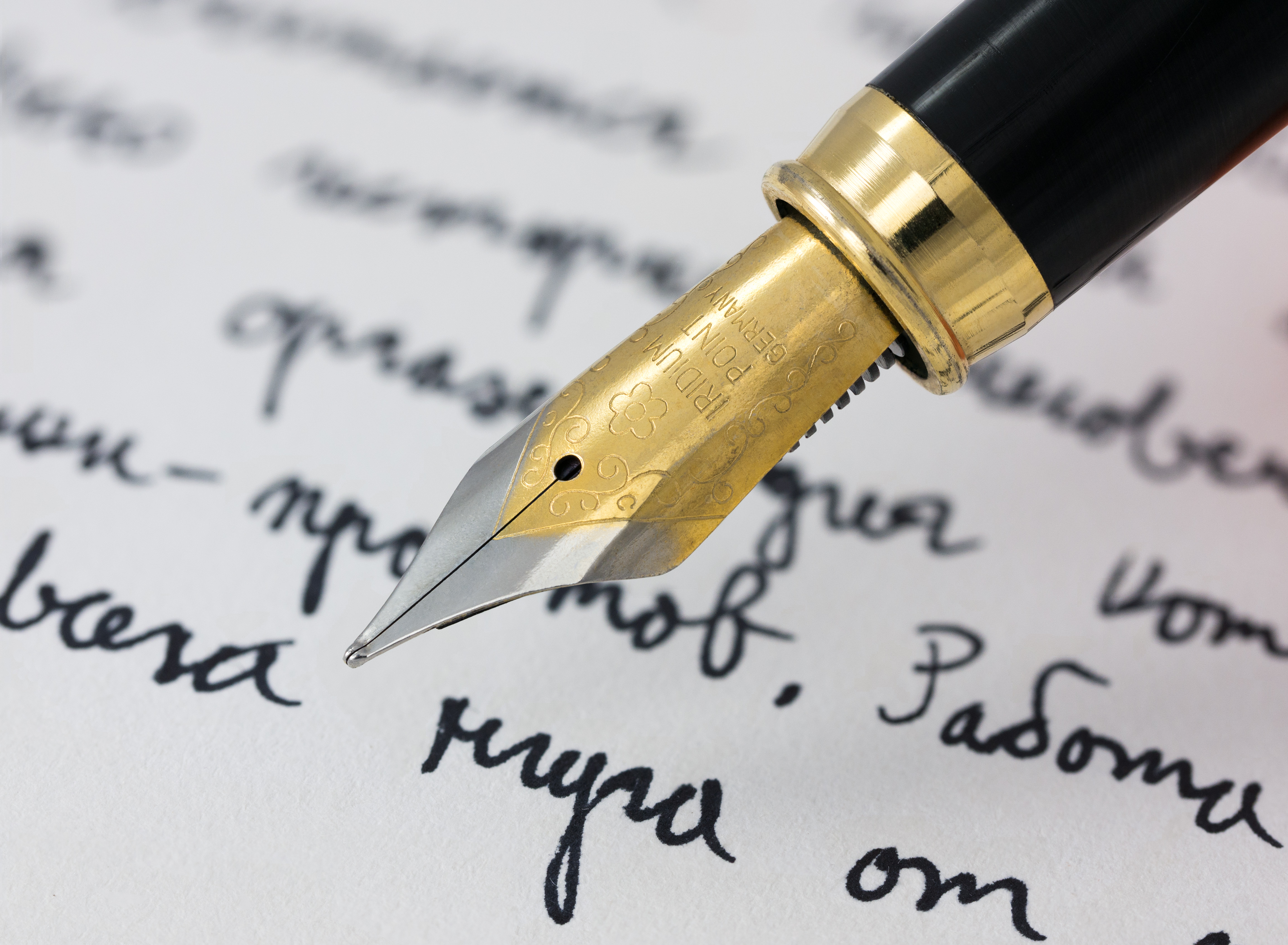
Писательская терапия; облегчение напряжения и эмоций, установление самоконтроля и понимание ситуации после передачи слов на бумаге

Писательская терапия— это форма экспрессивной терапии, которая использует процесс письма и работы с текстом в клинических интервенциях для исцеления и личностного роста. Писательская терапия предполагает, что выражение своих чувств через письмо постепенно облегчает эмоциональную травму. Исследования показали, что эта терапия особенно полезна для снятия стресса, вызванного ранее невыраженными неблагоприятными событиями, а также для людей с заболеваниями, связанными с иммунной системой. Писательская терапия может проводиться индивидуально или в группе, лично с терапевтом либо удаленно — через почту или Интернет.
Область писательской терапии включает множество практикующих специалистов в различных условиях, обычно под руководством терапевта или консультанта. Руководители групп писательской терапии также работают в больницах с пациентами, страдающими от психических и физических заболеваний. В университетских кафедрах они помогают студентам развивать самосознание и способствовать саморазвитию. Онлайн- и дистанционные интервенции полезны для тех, кто предпочитает оставаться анонимным и/или не готов делиться своими самыми личными мыслями и тревогами в очной ситуации.
Как и большинство форм терапии, писательская терапия адаптируется и используется для работы с широким спектром психоневротических проблем, включая утрату, расставания и насилие. Многие интервенции принимают форму занятий, где клиенты пишут на конкретные темы, выбранные терапевтом или консультантом. Задания могут включать написание неотправленных писем определенным людям, живым или умершим, с последующими воображаемыми ответами от адресата или диалог с бутылкой алкоголя для выздоравливающего алкоголика.
Исследования
Парадигма экспрессивного письма
Экспрессивное письмо — это форма писательской терапии, разработанная в основном Джеймсом Пеннебейкером в конце 1980-х годов. Ключевое исследование по экспрессивному письму предложило участникам экспериментальной группы писать о «прошлой травме», выражая свои самые глубокие мысли и чувства, связанные с этим событием. В то же время участники контрольной группы должны были писать максимально объективно и фактически о нейтральных темах (например, описывать конкретную комнату или свои планы на день), избегая выражения эмоций или мнений. Обе группы писали непрерывно по 15 минут в день на протяжении 4 последовательных дней. Если участники чувствовали, что больше не могут добавить деталей, им предлагалось вернуться к началу, возможно, повторяя написанное или излагая его другим способом.

Пример инструкции для экспрессивного письма выглядит следующим образом:
В течение следующих 4 дней я хотел бы, чтобы вы писали о своих самых глубоких мыслях и чувствах, связанных с самым травматичным опытом в вашей жизни или чрезвычайно важной эмоциональной проблемой, которая повлияла на вас и вашу жизнь. В своём письме я прошу вас полностью открыться и исследовать свои самые сокровенные эмоции и мысли. Вы можете связать свою тему с отношениями с другими людьми, включая родителей, любимых, друзей или родственников; с вашим прошлым, настоящим или будущим; или с тем, кем вы были, кем хотите стать или кем вы являетесь сейчас. Вы можете писать о тех же общих темах или переживаниях каждый день либо о разных темах каждый день. Всё, что вы напишете, будет абсолютно конфиденциальным. Не беспокойтесь о правописании, грамматике или структуре предложений. Единственное правило: как только вы начнёте писать, продолжайте, пока время не закончится.
Пеннебейкер и его команда провели несколько измерений до и после эксперимента, однако наиболее заметным результатом стало то, что, по сравнению с контрольной группой, участники экспериментальной группы значительно реже посещали врачей в последующие месяцы. Хотя многие участники сообщали, что опыт письма вызвал у них сильные эмоции, они также находили его ценным и значимым.:167
Пеннебейкер написал и стал соавтором более 130 статей об экспрессивном письме. В одной из публикаций предполагалось, что экспрессивное письмо может укреплять иммунную систему, что, возможно, объясняет сокращение числа обращений к врачу. Это было показано путем измерения реакции лимфоцитов на чужеродные митогены фитогемагглютинин (PHA) и конканавалин А (ConA) непосредственно перед началом письма и через шесть недель после него. Значительное усиление реакции лимфоцитов позволило предположить, что экспрессивное письмо улучшает иммунокомпетенцию. Результаты предварительного исследования, в котором участвовали 40 человек с диагнозом «большое депрессивное расстройство», показывают, что регулярное использование экспрессивного письма может быть эффективным для уменьшения симптомов депрессии.
Эксперименты Пеннебейкера были широко воспроизведены и подтверждены. На основе его оригинальной работы возродился интерес к терапевтической ценности абреакции — концепции, впервые обсужденной Йозефом Брейером и Зигмундом Фрейдом в книге «Исследования истерии», но с тех пор мало исследованной. В основе теории Пеннебейкера лежит идея о том, что активное подавление мыслей и чувств о травматических событиях требует усилий, является накопительным стрессором для организма и связано с повышенной физиологической активностью, навязчивыми размышлениями о событии и долгосрочными заболеваниями.
Критика

Как отмечают Байки и Вильгельм в следующем высказывании, теория имеет интуитивную привлекательность, но эмпирические данные о её эффективности неоднозначны:
Исследования показали, что экспрессивное письмо приводит к значительным улучшениям различных биохимических маркеров физического и иммунного функционирования (Pennebaker et al, 1988; Esterling et al, 1994; Petrie et al, 1995; Booth et al, 1997). Это предполагает, что письменное раскрытие может уменьшить физиологический стресс, вызванный подавлением, хотя это не обязательно означает, что именно снижение подавления является причинным механизмом этих биологических эффектов. С другой стороны, участники, писавшие о ранее нераскрытых травмах, не показали различий в показателях здоровья по сравнению с теми, кто писал о уже раскрытых травмах (Greenberg & Stone, 1992). Кроме того, участники, писавшие о вымышленных травмах, которые они фактически не переживали и, следовательно, не могли подавлять, также продемонстрировали значительные улучшения в физическом здоровье (Greenberg et al, 1996). Таким образом, хотя подавление может играть определённую роль, наблюдаемые преимущества письма не являются полностью результатом его снижения.
В статье 2013 года, написанной Назаряном и Смитом, измерялся уровень кортизола в слюне для пяти видов инструкций по выполнению задания экспрессивного письма: когнитивная обработка, экспозиция, саморегуляция, поиск пользы и стандартное экспрессивное письмо. Ни одно из условий не оказало значительного влияния на уровень кортизола по сравнению с контрольной группой, однако инструкции по-разному влияли на настроение в зависимости от условий. Когнитивная обработка, измеренная после интервенции, оказалась под влиянием не только инструкций по когнитивной обработке, но и экспозиции и поиска пользы. Эти результаты демонстрируют эффект переноса от инструкций к результатам.
Другие теории, связанные с писательской терапией
В связанных исследованиях Травагин, Маргола, Деннис и Ревенсон сравнили инструкции по когнитивной обработке с традиционным экспрессивным письмом для подростков, испытывающих проблемы со сверстниками. Эти исследования показали, что когнитивная обработка способствует лучшей долгосрочной социальной адаптации по сравнению с традиционным экспрессивным письмом, а также большему повышению положительного настроения у подростков, которые сообщали о большем количестве проблем со сверстниками, чем у большинства других.
Ещё одно направление исследований, касающееся различий между речью и письмом, основывается на работах Роберта Орнстейна, изучавшего бикамеральную структуру мозга.
Джули Грей, основательница проекта Stories Without Borders, отмечает: «Люди, пережившие травматические события в своей жизни, независимо от того, считают ли они себя писателями или нет, могут получить пользу от создания повествований из своих историй. Полезно записывать это, другими словами, в безопасной и некритичной обстановке. Травма может быть крайне изолирующей. Пережившие её должны понять свои чувства и попытаться донести их до других.»
Потенциальные клинические преимущества
Дополнительные исследования, проведённые с 1980-х годов, показали, что экспрессивное письмо может способствовать улучшению долгосрочного здоровья. Экспрессивное письмо приводит к физиологическим, психологическим и биологическим изменениям и является частью развивающейся области медицинских гуманитарных наук. Эксперименты демонстрируют количественные физиологические изменения, такие как изменения в иммунных показателях и артериальном давлении, а также качественные результаты, связанные с психиатрическими симптомами. Ранее предпринятые попытки внедрения интервенций экспрессивного письма в клинических условиях указывают на возможные преимущества для планов лечения. Однако конкретные процедуры или протоколы экспрессивного письма, а также группы населения, которые могут извлечь из этого наибольшую пользу, пока недостаточно изучены.
Экспрессивное письмо
Одним из важнейших аспектов экспрессивного письма в терапевтической практике являются его краткосрочные и долгосрочные эффекты на участников. Карен Байки и Кей Вильгельм кратко описывают влияние, которое люди испытывают после завершения сеанса терапевтического экспрессивного письма.
Краткосрочные эффекты обычно включают кратковременные чувства беспокойства или плохое настроение. Однако при последующем наблюдении за клиентами спустя большее количество времени обнаруживаются многочисленные преимущества для психического и физического здоровья.
Эти преимущества включают, но не ограничиваются следующими: «снижение артериального давления, улучшение настроения, уменьшение симптомов депрессии, снижение симптомов вторжения/избегания, связанных с посттравматическим стрессом.»
Исследование также показало, что положительные долгосрочные эмоциональные результаты коррелируют с улучшениями физических показателей, такими как улучшение памяти, повышение продуктивности на работе, более быстрое трудоустройство и многие другие. Хотя краткосрочные эффекты этой терапевтической практики могут показаться трудными, они служат отправной точкой для начала цикла роста и восстановления.
Для онкологических пациентов
Болезни и недуги переживаются на различных уровнях: биологическом, психологическом и социальном. Недавние исследования изучили, как нарративная медицина и экспрессивное письмо могут играть терапевтическую роль при хронических заболеваниях, таких как рак. Были проведены сравнения между экспрессивным письмом и психотерапией. Аналогично, практики, такие как интегративная, холистическая, гуманистическая или комплементарная медицина, уже внедрены в эту область. Экспрессивное письмо выполняется самостоятельно с минимальной поддержкой. При дальнейшем исследовании и доработке эта методика может использоваться как более экономичная альтернатива психотерапии.
Недавние эксперименты, систематические обзоры и метаанализы, изучавшие влияние экспрессивного письма на облегчение негативных симптомов рака, дали в основном незначительные первоначальные результаты. Однако анализ подгрупп и модифицирующих факторов показывает, что определённые симптомы или ситуации могут получить больше пользы от применения экспрессивного письма. Например, обзор Антони и Дабхара (2019) изучил, как психосоциальный стресс негативно влияет на иммунный ответ у онкологических пациентов. Даже если интервенции экспрессивного письма не могут напрямую повлиять на прогноз рака, они могут сыграть важную роль в управлении такими факторами, как хронический стресс, травма, депрессия и тревога.
Жертвы военной травмы
Общеизвестно, что травма широко распространена среди ветеранов, и исследования показывают, что писательская терапия может сыграть значительную роль в их процессе самоисцеления. Одним из основных факторов, способствующих травме, является чувство беспомощности. Письмо помогает в борьбе с этим чувством через стратегию мифологизации.
Нил П. Бэрд определяет мифологизацию как процесс создания стандартизированных нарративов, которые преобразуют неконтролируемые события в управляемые и предсказуемые. Дженис Хасвелл развивает эту концепцию, подчеркивая, как люди могут использовать письмо для того, чтобы манипулировать и переосмысливать травматические события, которые они пережили. Это позволяет им передавать эмоциональные истины своего прошлого не только себе, но и другим через текст на странице.
Марк Бречер подчеркивает преимущества грамотности в целом для самоисцеления. Его исследования показывают, что грамотность признает трудности, с которыми сталкиваются ветераны во время службы. Это признание, в свою очередь, может повысить их моральный дух и помочь им почувствовать свою ценность. Кроме того, это способствует уменьшению воспоминаний о травматических событиях и укрепляет чувство самоидентичности. Нэнси Миллер продолжает тему укрепления самоидентичности, изучая пример Ким Фук — жертвы ожогов от напалма во время Вьетнамской войны. В своей биографической мемуаре Ким стремилась превратить образ беспомощного ребенка, напуганного войной, в рассказ о прощении. Её целью через письмо было показать, как она преодолела травму войны, приложив осознанные усилия, чтобы переосмыслить своё прошлое с более оптимистичной точки зрения.
Восстановление от зависимости
Писательская терапия может играть значительную роль в процессе восстановления для людей с расстройством, связанным с употреблением психоактивных веществ. Исследования показали, что письменные упражнения способны улучшить способность людей, находящихся на пути к выздоровлению, справляться с их состоянием и в целом улучшать их здоровье.
Формы
Дистанционные терапии
Благодаря доступности, которую обеспечивает Интернет, охват писательских терапий значительно увеличился, поскольку клиенты и терапевты могут работать вместе из любой точки мира, при условии, что они пишут на одном языке. Для этого они просто «входят» в приватный «чат» и начинают вести текстовый диалог в режиме реального времени.
Участники также могут получать сеансы терапии через электронные сообщения и/или голосовые видеозвонки, а также заполнять онлайн-опросники, раздаточные материалы, рабочие листы и выполнять аналогичные упражнения.
Эта форма терапии требует участия консультанта или терапевта. Учитывая огромный разрыв между количеством людей с психическими расстройствами и нехваткой квалифицированных ресурсов, были найдены новые способы предоставления терапии, альтернативные медикаментозным методам. В более развитых обществах давление со стороны страховых компаний и государственных агентств на предоставление экономически эффективных методов лечения, подкрепленных доказательной базой, способствовало снижению популярности долгосрочного интенсивного психоанализа и росту краткосрочных форм, таких как когнитивная терапия.
Через Интернет
На сегодняшний день самым широко используемым способом писательской терапии через Интернет является общение по электронной почте (см. статью аналитического психотерапевта Натана Филда «Терапевтическое действие письма в самораскрытии и самовыражении»). Этот способ является асинхронным, то есть сообщения передаются между терапевтом и клиентом в согласованные временные рамки (например, в течение одной недели), но в любое время в рамках этой недели. Когда обе стороны остаются анонимными, клиент извлекает выгоду из онлайн-эффекта разобщения: он чувствует себя свободнее, чтобы раскрывать воспоминания, мысли и чувства, которые он мог бы сдерживать в ситуации личного общения. У клиента и терапевта есть время на размышления о прошлом и воспоминания забытых событий, а также время на приватную обработку своих реакций и обдумывание ответов.
Анонимность и невидимость создают терапевтическую среду, которая намного ближе к идеалу Зигмунда Фрейда — «аналитического пустого экрана». Даже сидя за пациентом на кушетке, терапевт оставляет множество подсказок о своей индивидуальности; э-терапия практически этого не делает. Вопрос о том, снижает или увеличивает дистанция и взаимная анонимность уровень переноса, еще предстоит изучить.
В рандомизированном контролируемом исследовании 2016 года экспрессивное письмо сравнивалось с участием в онлайн-группе поддержки для людей с тревогой и депрессией. Разницы между группами выявлено не было. Обе группы показали умеренное улучшение со временем, но масштабы улучшений были сопоставимы с ожидаемыми без какого-либо вмешательства в течение указанного периода времени.
Ведение дневника
(Основная статья: Терапия дневником)
Самая старая и широко практикуемая форма самопомощи через письмо — это ведение личного дневника или журнала, отличающегося от календаря с ежедневными назначениями. В таком дневнике человек записывает свои самые значимые мысли и чувства. Одним из индивидуальных преимуществ является то, что процесс письма оказывает мощное тормозящее действие на мучительные повторяющиеся мысли, к которым все склонны. Кэтлин Адамс утверждает, что через процесс написания дневника человек буквально «читает свои собственные мысли» и таким образом «яснее воспринимает свои переживания, чувствуя облегчение напряжения».
- Самосокрытие
- Самораскрытие
- Рефлексивное письмо

Поэзия
Поэзия стала мощной формой письма для многих, и она имеет множество полезных аспектов, связанных с написанием и чтением стихов. Алисия Острейкер объясняет, как личный опыт и воспоминания, будь то травматические или подавленные, могут быть проработаны человеком через художественное выражение письма. Это позволяет сталкиваться с эмоциями, которые были ранее игнорированы, с целью их освобождения и облегчения боли писателя.
Роберт Баден развивает эту идею, поясняя, как поэзия позволяет выразить широкий спектр эмоций, чтобы описать чувства или переживания автора, что в дальнейшем позволяет другим взаимодействовать с его работой и находить в ней отклик. Баден также подчеркивает, что для поэзии нет слишком больших или слишком малых эмоций, что делает её доступной для всех и позволяет другим пройти через процесс исцеления.
Баден добавляет, что для того чтобы произошло исцеление и освобождение от эмоций, которые долгое время оставались в сознании, писатель должен осознать важность быть уязвимым. Он должен быть готов столкнуться с этими эмоциями и довериться тому, что аудитория сможет их понять. Это, в свою очередь, может вдохновить других использовать написание для освобождения своих собственных эмоций.
Василики Анцоулис считает, что писатели должны быть уязвимыми, поскольку игнорирование эмоций не должно быть выходом. Если писатель не может говорить о том, что он переживает, ему становится сложнее понять, что каждая из этих эмоций означает и как они влияют на его текущее восприятие жизни.
Дейл М. Бауэр отмечает, что поэзия обладает силой позволить людям говорить о внутреннем страдании без осуждения, а наоборот, обрести способность к тому, чтобы другие могли сравнивать и сопереживать опыту автора. Бауэр добавляет, что такие переживания, независимо от того, хороши они или плохи, соотносятся с человеческим опытом. Возможность вызвать отклик у других позволяет писателю чувствовать поддержку, размышлять о том, что было раскрыто, и о том, что он получил благодаря этому освобождению, и начать процесс исцеления.
Ветеран и писатель Лиам Корли значительно исцелился от своей травмы благодаря поэзии. Делая этот метод доступным для своих коллег-ветеранов и изучая его положительное влияние, Корли отмечает, что лаконичная форма и глубокое содержание поэзии отлично способствуют самоисцелению. Это связано с тем, что поэзия удовлетворяет важнейшую потребность в самовыражении и помогает дать голос тем, кто чувствовал себя подавленным и лишённым права голоса.
Джеймс В. Пеннебейкер обнаружил, что «писательство о травме позволяет авторам объективировать событие, тем самым отстраниться от опыта» (Writing to Heal, стр. 98). Пеннебейкер утверждает, что, как только писатель освобождается от того, что его тяготило, он может начать процесс исцеления и решить, будет ли он учиться на этом опыте или это то, от чего уже давно пора освободиться.
Бенджамин Батцер признал, что только сам автор знает, через что он прошёл, поэтому первый шаг к исцелению и принятию жизненного опыта заключается в способности говорить об этих переживаниях. Это позволяет вернуть контроль и решить, какие шаги предпринять дальше.
См. также:
- Медицинские гуманитарные науки
- Графическая медицина
- Нарративная критика
- Рассказывание историй
- Наррация
- Замедленная медицина
- Гуманитарные науки в здравоохранении
- Рефлексивное письмо

## Дальнейшее чтение
Graybeal A, Sexton JD, Pennebaker JW (январь 2002 г.). «Роль создания историй в раскрытии информации: психометрия повествования». Психология и здоровье. 17 (5): 571–581. doi: 10.1080/08870440290025786. S2CID: 143760087.
Morisano D, Hirsh JB, Peterson JB, Pihl RO, Shore BM (2010). «Постановка, разработка и размышление над личными целями улучшают академическую успеваемость». Журнал прикладной психологии. 95 (2): 255–264. doi: 10.1037/a0018478. PMID: 20230067.
1. ↑  https://www.semanticscholar.org/paper/The-Role-of-Story-Making-in-Disclosure-Writing%3A-The-Graybeal-Sexton/6658a12605c5d7600da6c3a2337c2d1cfdd824f6